# 当皮埃尔昂比尔利
当皮埃尔昂比尔利（法語：Dampierre-en-Burly，法語發音：[dɑ̃pjɛʁ ɑ̃ byʁli]）是法国卢瓦雷省的一个市镇，位于该省中部，卢瓦尔河右岸，属于奥尔良区。法国当皮埃尔核电站位于其境内。

## 地理
当皮埃尔昂比尔利（47°45'41"N, 2°31'7"E）面积47.44 平方千米，位于法国中央-卢瓦尔河谷大区卢瓦雷省，该省份为法国中北部省份，北起埃松省，西北接厄尔-卢瓦省，西南接卢瓦-谢尔省，南至涅夫勒省和谢尔省，东临约讷省，东北接塞纳-马恩省。
与当皮埃尔昂比尔利接壤的市镇（或旧市镇、城区）包括：蒙特罗、莱舒、利翁昂叙利亚斯、索兰河畔勒穆利内、讷瓦、卢瓦尔河畔乌祖埃、圣贡东。
当皮埃尔昂比尔利的时区为UTC+01:00、UTC+02:00（夏令时）。

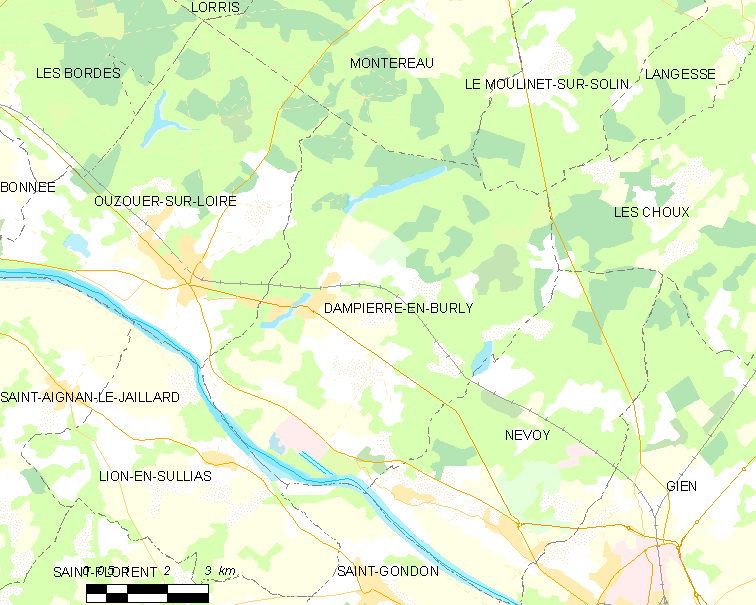
当皮埃尔昂比尔利的OSM定位图

## 行政
当皮埃尔昂比尔利的邮政编码为45570，INSEE市镇编码为45122。

## 政治
当皮埃尔昂比尔利所属的省级选区为卢瓦尔河畔叙利县。

## 交通
卢瓦雷省省道D56线和D952线在境内交汇，此外省道D953线经过南部。

## 人口

1962-2008年间当皮埃尔昂比尔利人口变化图示

当皮埃尔昂比尔利于2022年1月1日时的人口数量为1454人。